# Onninen

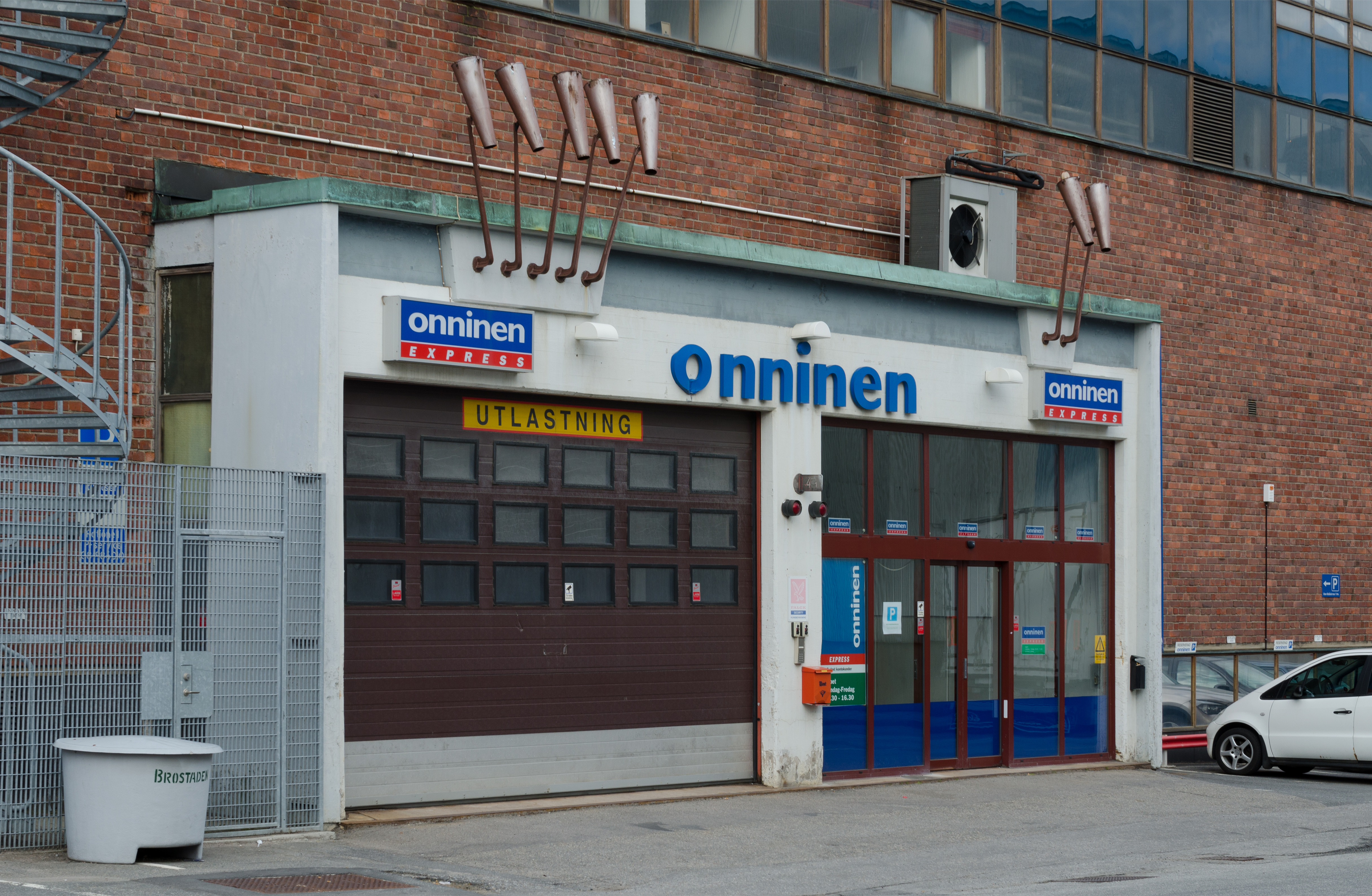
Onninens butik i Slakthusområdet i Stockholm.

Onninen är en finsk koncern som bedriver grossistverksamhet inom belysning, elinstallation, elnät, telekom, förnybart, VA och Grund. Onninen grundades 1913 som en rörmokerifirma i Åbo av Alfred Onninen och har utvecklats till en internationell koncern med ca 3 200 medarbetare (2021) i Finland, Sverige, Norge, Polen, Ryssland och Baltikum. Sedan den 1 juni 2016 är Onninen en del av Kesko.
Under 2023 förväntade Onninen, genom Kesko Sverige, grossistbolaget Zenitec. Företaget arbetar på solcellsmarknaden och erbjuder produkter och projektassistans för att sälja och serva solcellsanläggningar på byggnader och på marken samt är verksamt som konsult inom energiområdet.  Zenitec grundades 2013. Förvärvet av Zenitec är en del av Keskos tillväxtstrategi inom förnybar energi i Sverige. Zenitec hade en omsättning på 142 miljoner SEK 2022.
Dotterbolaget i Ryssland omfattades inte av Keskos köp 2016. Inte heller Onninens stålverksamhet omfattades av detta köp.
I Sverige har Onninen sitt centrallager i Örebro.